# Purple Pills
Purple Pills (englisch für „Lila Pillen“) ist ein Lied der US-amerikanischen Rapgruppe D12. Der Song ist die zweite Singleauskopplung ihres Debütalbums Devils Night und wurde am 9. Juli 2001 veröffentlicht. Außerdem ist das Lied auf dem Sampler Shady XV von Eminems Label Shady Records enthalten.
Die Single erschien auch als entschärfte Version mit verändertem Text unter dem Titel Purple Hills (englisch für „Lila Hügel“), die statt des Originals meist im Radio gespielt wurde.

## Inhalt
| Liedteil   | Künstler                  |
| 1. Strophe | Eminem, Kuniva, Kon Artis |
| 2. Strophe | Proof, Swift              |
| 3. Strophe | Bizarre                   |
| Refrain    | Eminem                    |

Das Lied ist dem Genre Hardcore-Rap zuzuordnen. Inhaltlich dreht es sich vor allem um den Konsum von verschiedenen Drogen, wie Ecstasy, Haschisch oder Zauberpilzen, wobei alle Rapper in die Rolle eines lyrischen Ichs schlüpfen.
Nach dem von ihm gesungenen Refrain beginnt Eminem die erste Strophe und rappt, dass er von Pilzen Halluzinationen habe. Er bekommt Gewaltfantasien und disst den Rapper Vanilla Ice. Anschließend rappen Kuniva und Kon Artis abwechselnd, die sich auf einem Drogentrip befinden, der durch LSD, Cheese und Meskalin ausgelöst wurde. Proofs Vers handelt davon, dass ihm, nachdem er Lines gezogen hat, das Kondom beim Sex mit einer Prostituierten gerissen sei und er nun das Baby beseitigen müsse. Swift meint, es sei ihm egal, welche und wie viel Drogen er nehme, Hauptsache er wäre high. Bizarre hat wie so oft die kontroverseste Strophe: Er rappt u. a. davon, dass er auf einem Rave sei und im Drogenrausch eine Frau vergewaltige.

## Produktion
Purple Pills wurde von Eminem produziert, wobei er keine Samples anderer Lieder verwendete. Der Song wurde in The Lodge und im 54Sound-Studio in Detroit aufgenommen.

## Musikvideo
Bei dem zu Purple Pills gedrehten Musikvideo führte Joseph Kahn Regie.
Es beginnt damit, dass Eminem in einem Auto eine Straße entlang von lila Hügeln fährt; vor jeder Strophe steigen die nun einsetzenden Rapper dazu, bis am Ende alle sechs Mitglieder von D12 im Auto sitzen. Während der Verse sieht man die Rapper teilweise vor einem per Bluescreen-Technik erzeugten, animierten Hintergrund rappen. Proof tritt als Clown verkleidet auf einem Kindergeburtstag auf und verscheucht am Ende die Gäste, während Swift gegen eine Frau im Armdrücken verliert und Bizarre auf einer Party mit leichtbekleideten Frauen tanzt. Auch der Rapper Xzibit hat im Video einen Cameoauftritt.

## Single

### Covergestaltung
Das Singlecover zeigt eine Halskette mit dem Logo von D12, die auf lila Untergrund liegt. Links oben im Bild befindet sich der weiße Schriftzug Purple Pills.

### Chartplatzierungen
Purple Pills stieg am 30. Juli 2001 auf Platz 24 in die deutschen Single-Charts ein und erreichte zwei Wochen später mit Rang 19 die Höchstposition. Insgesamt hielt sich das Lied zehn Wochen in den Top 100. Besonders erfolgreich war der Song im Vereinigten Königreich, wo er Platz 2 belegte und sich 18 Wochen in den Charts halten konnte.

### Auszeichnungen für Musikverkäufe
Purple Pills erhielt für mehr als 600.000 verkaufte Exemplare im Jahr 2023 eine Platin-Schallplatte im Vereinigten Königreich.
| Land/Region                  | Auszeichnungen für Musikverkäufe (Land/Region, Auszeichnung, Verkäufe) | Verkäufe |
| ---------------------------- | ---------------------------------------------------------------------- | -------- |
| Australien (ARIA)            | Gold                                                                   | 35.000   |
| Neuseeland (RMNZ)            | Platin                                                                 | 30.000   |
| Vereinigtes Königreich (BPI) | Platin                                                                 | 600.000  |
| Insgesamt                    | 1× Gold · 2× Platin ·                                                  | 665.000  |